# Parque Central de Miraflores (Metro de Lima y Callao)
Parque Central de Miraflores es el nombre asignado a la vigésima futura estación de la línea 3 del Metro de Lima y Callao en Perú. Será construida de manera subterránea en el distrito de Miraflores, en la avenida Larco, ubicada en el Parque homónimo.